# Biała (Petite-Pologne)
Pour les articles homonymes, voir Biała.
Biała (prononciation : [ˈbjawa]) est une localité polonaise de la gmina et du powiat de Tarnów en voïvodie de Petite-Pologne.